# Vladimir Petković
Vladimir Petković  (Sarajevo, 15 de agosto de 1963) é um treinador e ex-futebolista bósnio, naturalizado suíço, que atuava como meio-campo. Atualmente treina a Seleção Argelina de Futebol

## Títulos

### Como jogador
Sarajevo
- Campeonato Iugoslavo: 1984–85

### Como treinador
Malcantone Agno
- 1. Liga Classic: 2002–03

Lazio
- Coppa Italia: 2012-13